# مسار الدراجات

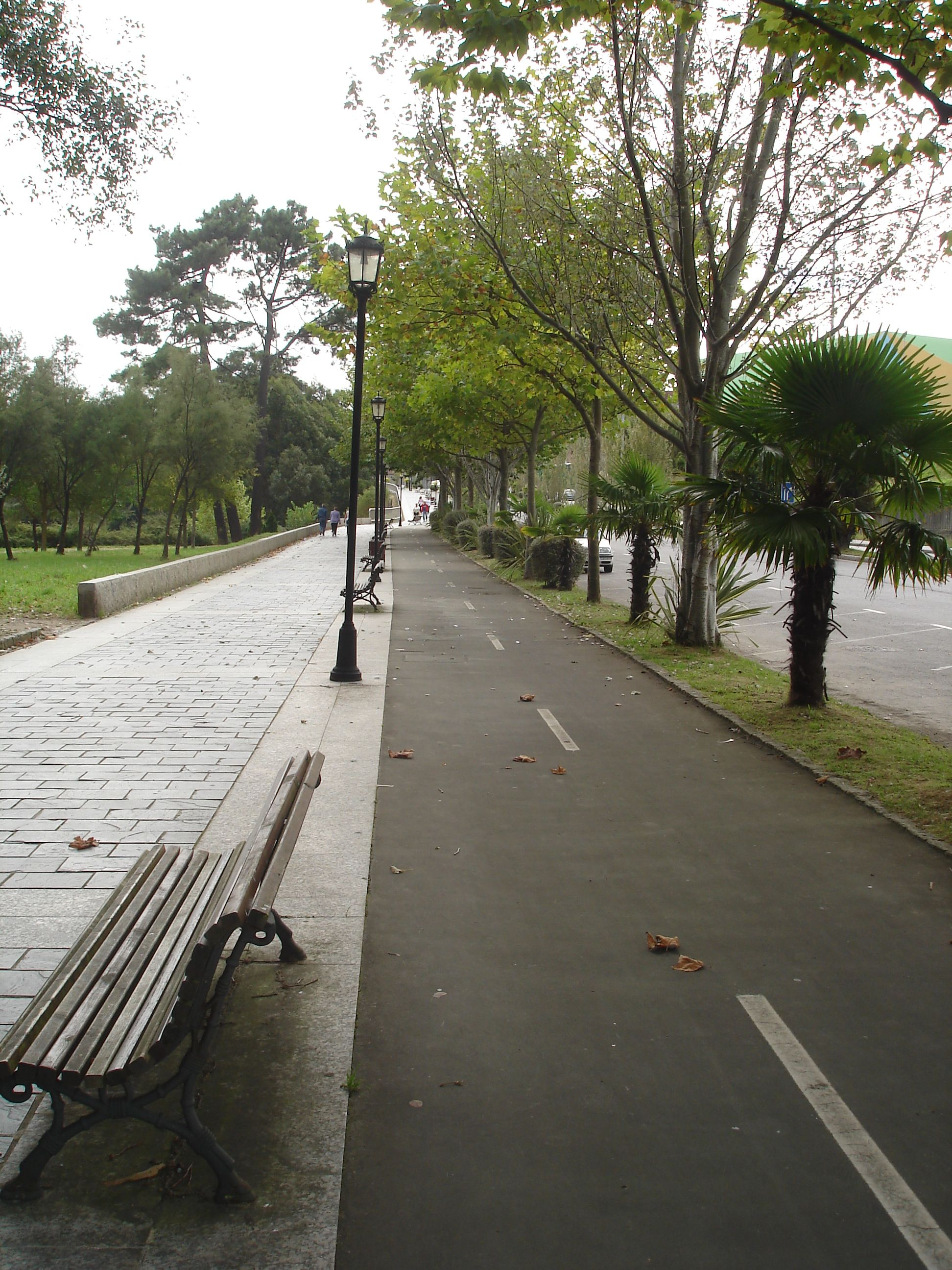
مسار مخصص لراكبي الدراجات.

مسار الدراجات (بالإنجليزية: Bike path)‏ هو طريق دراجات منفصل عن حركة المرور الآلية ومخصص لركوب الدراجات أو مشترك مع المشاة أو غيرهم من المستخدمين غير المزودين بمحركات. في الولايات المتحدة، يشتمل مسار الدراجات في بعض الأحيان على مسارات استخدام مشتركة، أو "مسار متعدد الاستخدامات"، أو "مسار دراجات من الفئة الثالثة" هو مسار مرصوف تم تخصيصه للاستخدام من قبل راكبي الدراجات خارج يمين الطريق العام. قد يكون أو لا يحتوي على فاصل مركزي أو شريط لمنع الاصطدامات وجهاً لوجه. في المملكة المتحدة، يوجد ممر مشاة للاستخدام المشترك أو مسار متعدد الاستخدامات مخصص للاستخدام من قبل راكبي الدراجات والمشاة على حد سواء.

## مسار الاستخدام المشترك
في العديد من الولايات، تتم مشاركة مسارات الدراجات مع المشاة، للمساعدة على تقليل النزاعات بين راكب الدراجة والمشاة.

## مسارات الدراجات المنبثقة
يتم إنشاء مسارات الدراجات المنبثقة بسرعة استجابة لأحداث غير متوقعة، وعادة ما تكون بفترات زمنية قصيرة بين بدايتها وتنفيذها. عادةً ما يتضمن إنشاء مسارات دراجات منبثقة "إعادة تخصيص مساحة الطريق لتمكين هذا التحول بشكل أفضل وجعله أكثر أمانًا للأشخاص الذين يختارون المشي أو ركوب الدراجة أو القيادة في الرحلات الأساسية أو لممارسة الرياضة".

## أنظر أيضاً
- طريق أخضر
- بنية تحتية للدراجات